# Tandem (film)
Tandem is een Franse film van Patrice Leconte die werd uitgebracht in 1987. 
Tandem is de eerste film van Leconte die een ernstiger toon aanslaat. In zijn zeven eerste films, allemaal komedies, kregen vooral de leden van het Parijse komische theatergezelschap Le Splendid de gelegenheid om hun talent te tonen.

## Verhaal
Al vijfentwintig jaar dweilen Mortez en Rivetot gans Frankrijk af om 'La Langue au chat', een populair dagelijks radiospelprogramma, te presenteren. Michel Mortez is een wat snoeverige, maar sympathieke en populaire radiopresentator die helemaal in zijn rol opgaat en die zijn identiteit aan het presentatorschap ontleent. Rivetot is zijn duivel-doet-al, die hem overal naartoe brengt, de geluidsinstallatie opstelt en bedient, het publiek opwarmt, hun kamer in sjofele hotels huurt en alle andere praktische problemen oplost. Maar voor alles is Rivetot Mortez' beste vriend.  
Rivetot verneemt toevallig van andere collega's dat de radiodirectie vindt dat de klad in 'La Langue au chat' zit en dat het spelletje zal afgevoerd worden. Hij besluit de waarheid te verhullen voor zijn vriend en onderschept alle telefoontjes en briefwisseling. Hij doet alsof zijn neus bloedt en organiseert zelfs spelletjes die niet worden uitgezonden. 

## Rolverdeling
| Acteur              | Personage                              |
| ------------------- | -------------------------------------- |
| Jean Rochefort      | Michel Mortez                          |
| Gérard Jugnot       | Rivetot                                |
| Sylvie Granotier    | de boekenhandelaarster                 |
| Julie Jézéquel      | de dienster van het hôtel de la Gare   |
| Jean-Claude Dreyfus | het gemeenteraadslid                   |
| Ged Marlon          | de picknicker                          |
| Marie Pillet        | de eigenares van het hôtel du Commerce |
| Gabriel Gobin       | de oude barman                         |
| Philippe Dormoy     | een journalist                         |